# Калиново (Хмельницкая область)
Калиново (укр. Калинове, до 2024 года — Червоное) — село в Шепетовском районе Хмельницкой области Украины.
Население по переписи 2001 года составляло 222 человека. Почтовый индекс — 30214. Телефонный код — 3841. Занимает площадь 0,082 км². Код КОАТУУ — 6820387005.

## Местный совет
30214, Хмельницкая обл., Шепетовский р-н, с. Перерослое, ул. Центральная, 38